# Griechisch-Byzantinischer Chor
Der Griechisch-Byzantinische Chor ist ein Kirchenchor der Griechisch-Orthodoxen Kirche.

## Geschichte
Gegründet wurde der Chor im Jahre 1977 durch den Musikwissenschaftler, griechisch-orthodoxen Kirchenmusiker und Chorleiter Lykourgos A. Angelopoulos. Der Griechisch-Byzantinische Chor führt den traditionellen Kirchengesang der Griechisch-Orthodoxen Kirche auf. Seit seiner Gründung absolvierte der Chor über sechshundert Konzerte in Europa, Nordamerika, Asien und Afrika, bereicherte dabei orthodoxe Gottesdienste und nahm an vielen Musikfestivals teil.
Einige der Höhepunkte des Chores waren die Teilnahmen an der allnächtlichen Vigil im Katharinenkloster in Ägypten, im Kölner Dom, im Mega Spileo in Griechenland, sowie in der Sankt-Demetrios-Kathedrale zu Thessaloniki.
Musikwissenschaftlich beschäftigt sich der Griechisch-Byzantinische Chor mit der Beziehung zwischen dem orthodoxen und dem altrömischen Kirchengesang.